# Morvay Zoltán
Morvay Zoltán (Debrecen, 1875. november 28. – Siófok, 1945. március 24.) magyar nyomdász, nyomdászíró, szerkesztő, közíró. Morvay Pál atyja.

## Életútja
Nyomdász, szülővárosában a Csokonai-nyomda szedőszekrénye mellett került kapcsolatba az irodalommal. 1897-ben egy segédtársával gyalogosan bejárta Európát, s vándorútját le is írta. Rudnyánszky Gyula költővel együtt a debreceni Csokonai Lapok irodalmi és kritikai folyóirat szerkesztője (1903-06), majd Marosvásárhelyen a Révész-könyvkereskedés nyomdájának mestereként 1912-től a Haladás, 1918-tól a Tükör című hetilap szerkesztője. Olyan időszakban, amikor az erdélyi magyar irodalom válsággal küzdött, megszervezte az Erdélyi Könyvbarátok Társasága kiadói vállalatát, s ügyes bérletrendszerrel biztosította a marosvásárhelyi magyar színjátszást. A KZST tagja. Megválva a nyomdától A Ma címen napilapot alapított (1925-33).
Önálló munkái közül Marosvásárhelyen jelentek meg:
- Egy hatezer kilométeres séta története (1909);
- Szürke történetek (1911);
- Októberi fellegek (regény, 1920);
- Babérosi Balambér és más elbeszélések (1921);
- Gyermekvilág (verses-mesés képeskönyv, 1922);
- Randevú (vígjáték, 1923);
- A trubadúr és társai (regény I-III. 1925);
- A maharadzsa kincse (regény, 1926);
- Darázs-zümmögés (Rémesen rímes elégiák. 1935).

## Kapcsolódó információk
- Nyomdászírók Erdélyben
- Marosvásárhely magyar irodalmi élete